# 花の影
『花の影』（はなのかげ、原題: 風月）は、1996年の香港・中国の合作映画。
張国栄（レスリー・チャン）と鞏俐（コン・リー）が再び陳凱歌（チェン・カイコー）と組んだメロドラマ。1920年代の上海と蘇州を舞台に退廃的で破滅的な男女の愛を描く。

## あらすじ
富豪に嫁いだ姉を頼り、蘇州にやってきた少年・忠良（チョンリァン）。そこでは当主の愛娘・如意（ルーイー）を始め、皆が阿片に酔いしれていた。退廃した空気の中、最愛の姉に弄ばれ絶望した忠良は屋敷を飛びだす。時は過ぎ、1920年代の魔都・上海。心に傷を負って女性を愛せなくなった忠良は、人妻を誘惑して金品を巻き上げる上海マフィア配下のジゴロとなっていた。そんな彼に、マフィアのボスが故郷の女富豪を誘惑する様に命令を下す。彼女こそ、美しく成長した如意だった。様々な思惑を交差させながら、2人はいつしか本気で愛しあうようになるが…。

## キャスト
| 役名                       | 俳優                       | 日本語吹替 |
| -------------------------- | -------------------------- | ---------- |
| 忠良（チョンリァン）       | 張国栄（レスリー・チャン） | 宮本充     |
| 如意（ルーイー）           | 鞏俐（コン・リー）         | 小林さやか |
| 端午（ドァンウー）         | 林健華（リン・チェンホア） | 家中宏     |
| 秀儀（シウイー）           | 何賽飛（ホー・サイフェイ） | 佐藤しのぶ |
| 景雲（ジンユン）           | 呉大維（デヴィッド・ウー） | 高宮俊介   |
| 大大（ダーダー）           | 謝添（シェ・ティェン）     |            |
| 龐正達（パン・ヂョンダー） | 周野芒（ジョウ・イェマン） |            |
| 忠良の愛人                 | 周潔（ジョウ・ジェ）       |            |
|                            | 葛香亭（コー・シャンホン） |            |
| ナイトクラブの娘           | 周迅（ジョウ・シュン）     |            |